# Quatretonda (kommunhuvudort)
Quatretonda är en kommunhuvudort i Spanien.   Den ligger i provinsen Província de València och regionen Valencia, i den östra delen av landet, 300 km sydost om huvudstaden Madrid. Quatretonda ligger 226 meter över havet och antalet invånare är 2 529.
Terrängen runt Quatretonda är kuperad norrut, men söderut är den platt. Runt Quatretonda är det ganska tätbefolkat, med 58 invånare per kvadratkilometer. Närmaste större samhälle är Xàtiva, 11,2 km väster om Quatretonda. 